# Barre des Écrins
Pour les articles homonymes, voir Barre et Écrins.
La barre des Écrins est un sommet des Alpes françaises culminant à 4 101 mètres d'altitude. Point culminant du massif des Écrins, du département des Hautes-Alpes et plus généralement du Dauphiné, il est le plus méridional des « 4 000 alpins ». Avant l'annexion de la Savoie en 1860, il était le point culminant de la France.

## Géographie

### Situation

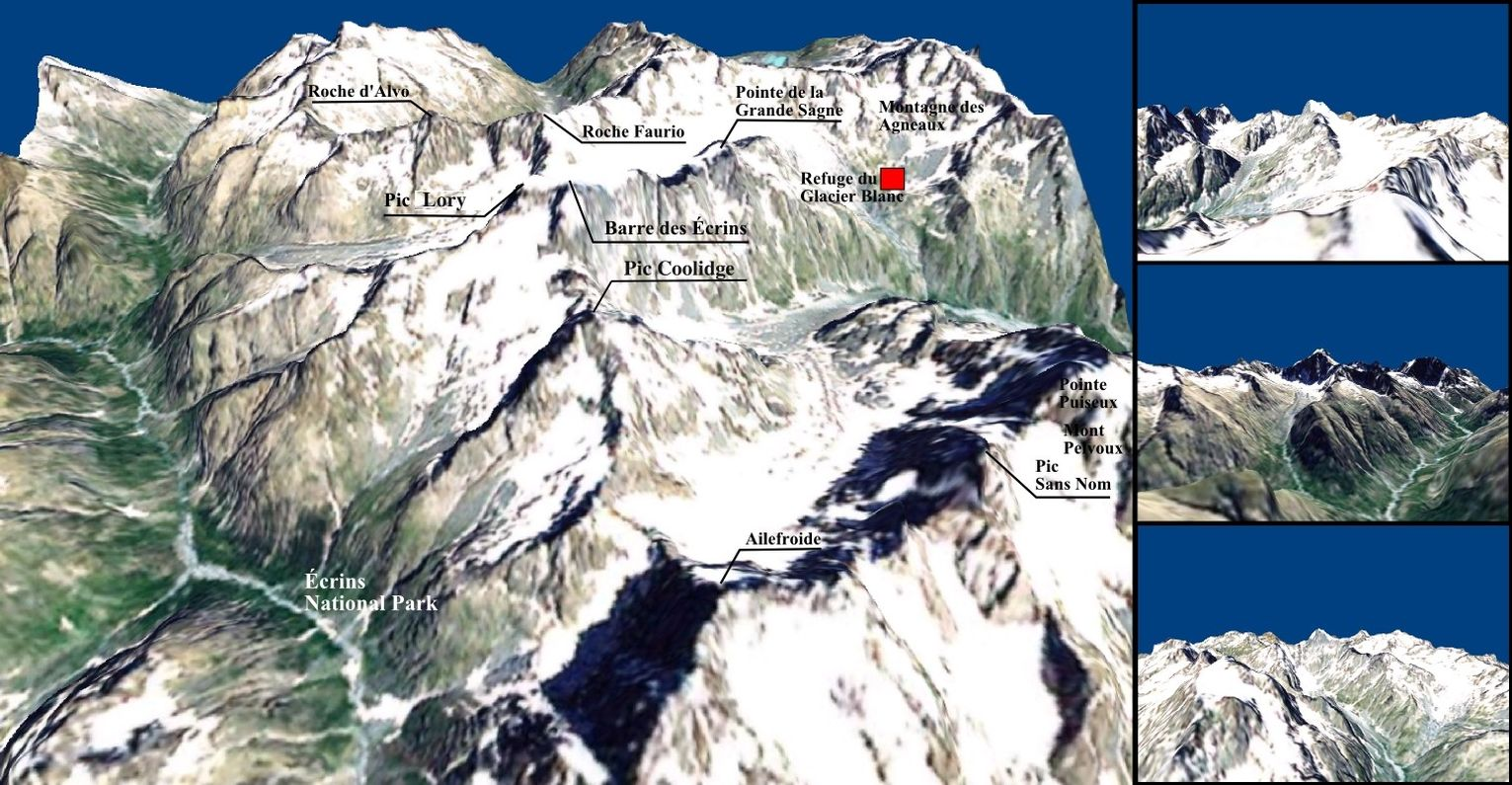
Représentation de la barre des Écrins en trois dimensions.

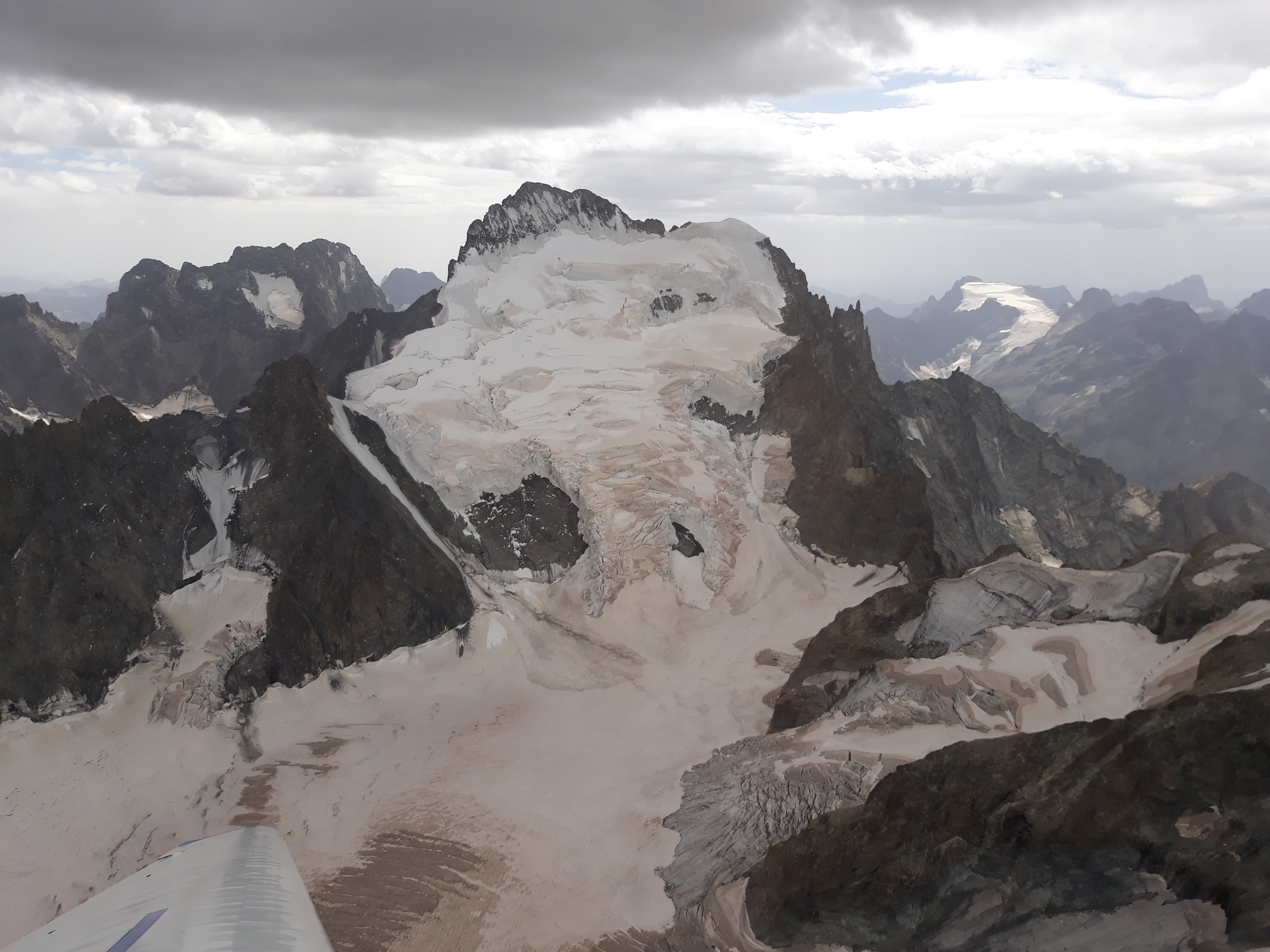
La barre des Écrins vue d'un planeur avec le dôme de neige des Écrins à droite et l'Ailefroide en arrière-plan à gauche.

La barre des Écrins est le plus haut sommet de la région Provence-Alpes-Côte d'Azur et des Alpes du Sud. Elle se trouve sur la commune de Pelvoux dans la Vallouise et est située à l'écart de la ligne de séparation des eaux entre la Durance et le Vénéon. Cette ligne passe à l'ouest du sommet, sur l'arête sommitale au pic Lory (4 087 mètres).

### Topographie
La face sud est rocheuse tandis que la face nord est glaciaire (point de départ du glacier Blanc).
La barre des Écrins est entourée de quatre glaciers : au nord-ouest du sommet le glacier de Bonne Pierre, au nord-est le glacier Blanc, au sud-ouest le glacier du Vallon de la Pilatte et enfin au sud-est le glacier Noir. Elle est séparée du dôme de neige des Écrins (4 009 m) par la brèche Lory (3 974 m) à l'ouest, de la barre Noire (3 751 m) par la brèche des Écrins (3 661 m) au nord-est et du Fifre (3 699 m) par le col des Avalanches (3 499 m) au sud.
Le col de référence de la barre des Écrins pour le calcul de sa proéminence par rapport à la pointe Louis-Amédée près du mont Blanc est le col du Lautaret à 2 057 m d'altitude en France. Sa hauteur de culminance est donc de 2 043 m.

### Géologie
La barre des Écrins est constituée de gneiss migmatisés, une roche acide de composition quartzo-feldspathique ; sur les versants supérieurs du sommet, les gneiss prennent un faciès amphibolique et surmontent les gneiss migmatisés formant le sommet. Cet ensemble chevauche un grand pluton granitique qui compose le sommet du Pelvoux,,.

## Histoire

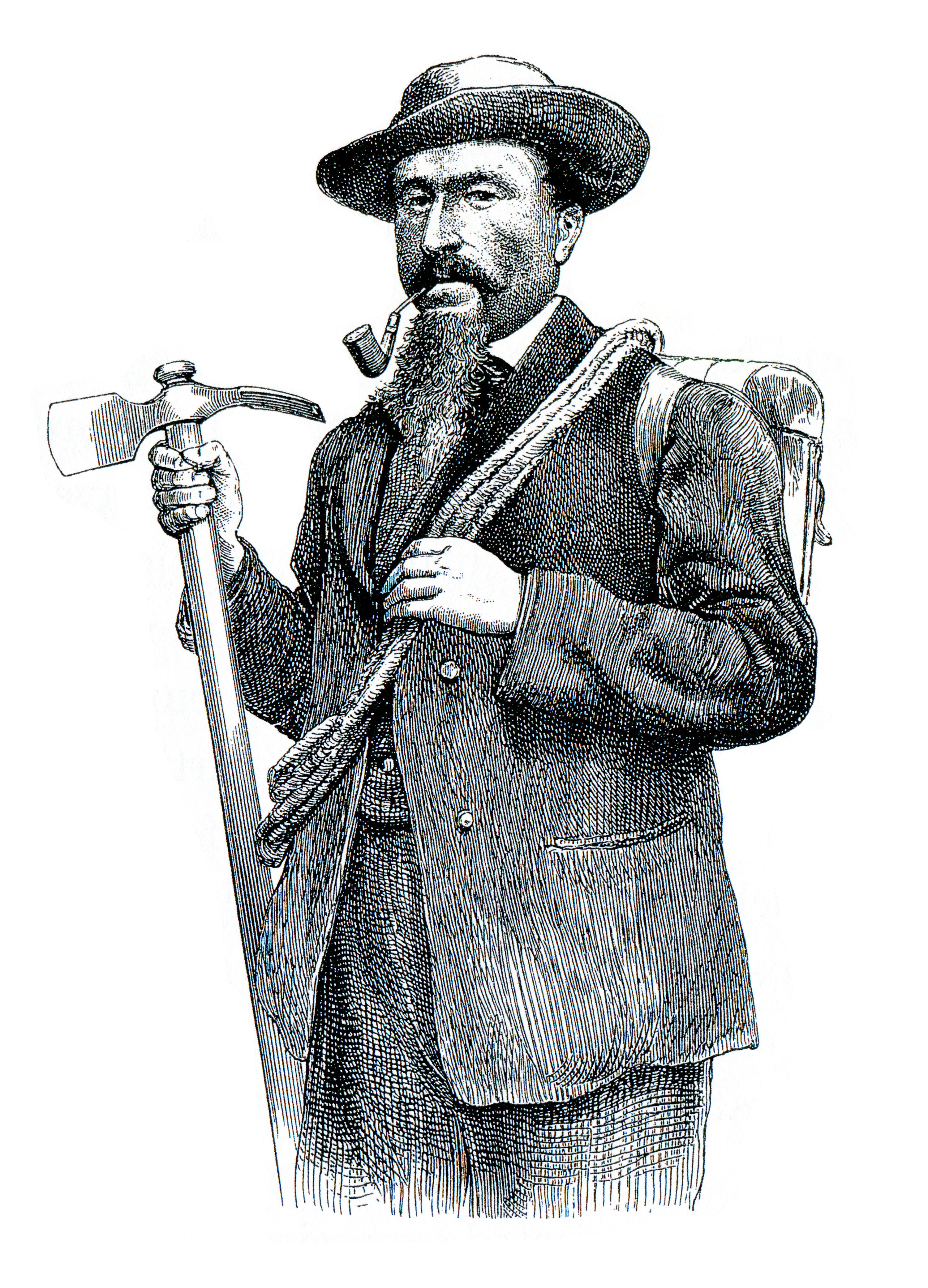
Le guide chamoniard Michel Croz.

La barre des Écrins n'est découverte par les géographes que tardivement, au XIXe siècle, alors qu'elle est le point culminant de la France jusqu'en 1860 (la Savoie faisant précédemment partie du royaume de Sardaigne),.
Cette barre rocheuse est, en fait, située aux confins de l'Oisans et du Briançonnais, le point culminant lui-même étant déjà complètement en Briançonnais. Ils étaient parfois nommés « pointe des Arsines » par les locaux.
Les Anglais Adolphus W. Moore, Horace Walker et Edward Whymper, guidés par le chamoniard Michel Croz et le suisse Christian Almer, font la première ascension de la barre des Écrins le 25 juin 1864. Ils taillent des marches sur la face nord de la Barre jusqu'à atteindre la partie supérieure de l'arête orientale en passant par le couloir Whymper. Ils atteignent ensuite le sommet par cette arête aérienne et composée de rochers très instables. Edward Whymper a décrit cette ascension dans son livre Escalade dans les Alpes de 1860 à 1868,.
William Auguste Coolidge réalise la première directe de la face nord de la barre des Écrins en juillet 1870, en taillant 500 marches.
La première ascension sans guide, en 1878, est au crédit de Frederick Gardiner en compagnie de Charles Pilkington et Lawrence Pilkington.
Le versant sud est gravi pour la première fois en 1880 par Pierre Gaspard, en compagnie de Henry Duhamel. Le pilier sud, qui part du glacier Noir et aboutit au sommet, a été gravi pour la première fois en 1944, par le célèbre couple d'alpinistes, Jeanne et Jean Franco.
En 2014, à l'occasion du 150e anniversaire de la première ascension de la barre des Écrins, l'Union nationale des géomètres-experts (UNGE) organise avec les sociétés Geotopo et Geomesure une expédition dans le massif des Écrins afin de réaliser des mesures GPS de ses trois sommets principaux. Les scientifiques obtiennent des mesures avec une précision inédite de la barre des Écrins.

## Ascension

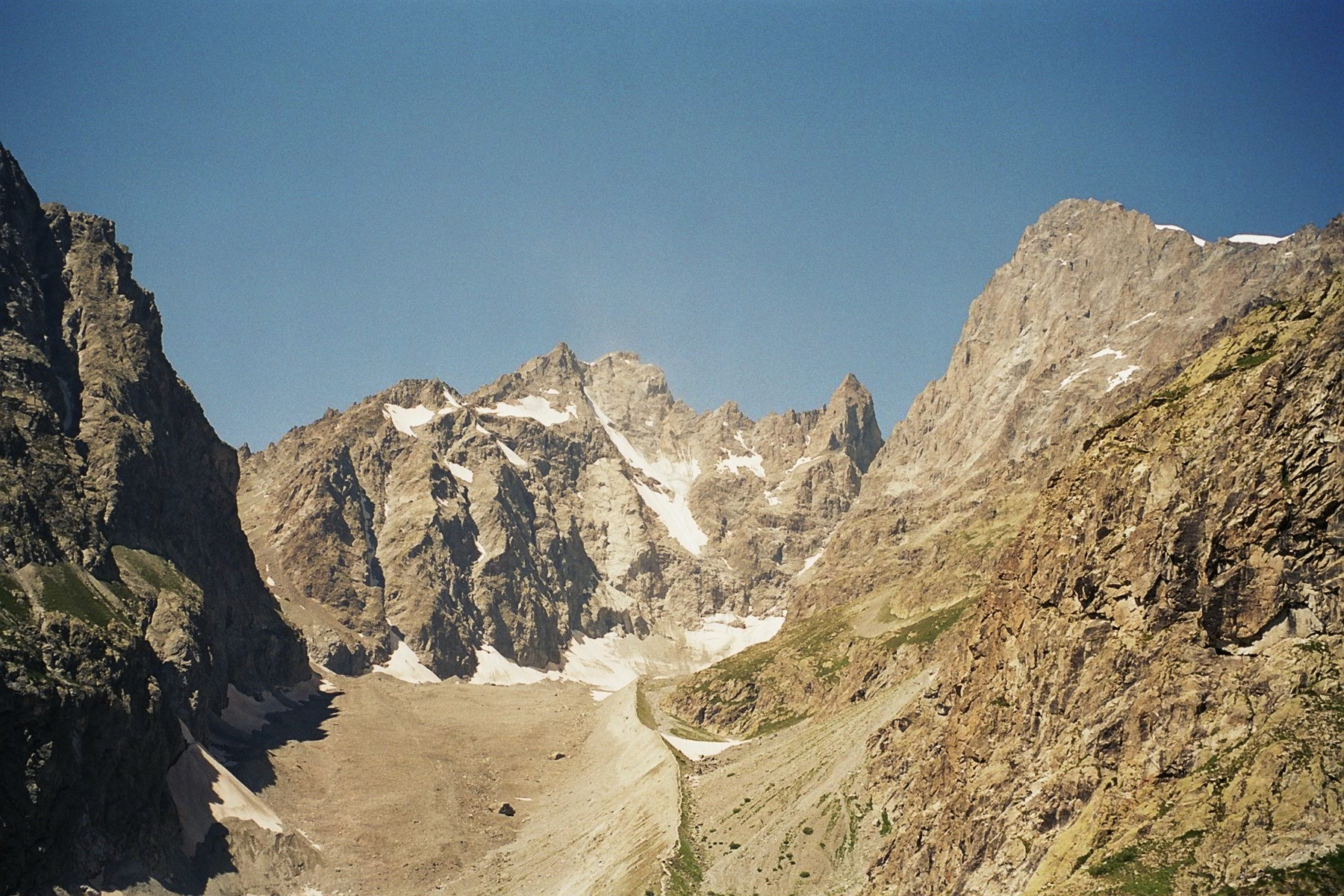
Face sud de la Barre (à droite). Au fond, le pic Coolidge et le Fifre.

La barre des Écrins, en tant que point culminant de cette partie des Alpes, attire beaucoup d'alpinistes. Il en résulte de nombreuses voies d'ascension.
La barre des Écrins est traditionnellement gravie depuis le pré de Madame Carle, dans la Vallouise (1 874 m). L'itinéraire, par la voie normale, consiste à remonter l'intégralité du glacier Blanc. Il est très fréquenté car il constitue aussi la voie normale du dôme de neige des Écrins, un des « 4 000 » les plus faciles des Alpes.
Les guides de la Bérarde ont équipé le col des Écrins de câbles, leur permettant ainsi d'emmener leurs clients sur ce sommet[réf. nécessaire].
La voie normale, essentiellement glaciaire, part du refuge des Écrins (3 170 m) et emprunte la face nord jusqu'aux environs de la brèche Lory (3 974 mètres, séparation entre les voies normales du Dôme et de la Barre), puis suit l'arête sommitale (mixte) jusqu'au sommet.
On peut aussi gravir en fin de printemps la directe Coolidge, à l'aplomb du sommet, avec crampons et piolet, puis en effectuant le franchissement aléatoire de la rimaye. Selon les conditions de neige, cet itinéraire peut également être emprunté à skis.
La traversée sud-nord de la barre des Écrins fait également partie des itinéraires classiques du massif.
En été, il est possible d'escalader une des voies de la vertigineuse face sud, le pilier Sud étant la voie la plus parcourue, bien que d'un niveau de difficulté élevé.
Le record d'ascension à pied (en courant) est de 1 h 55 min, réalisé par Mathéo Jacquemoud en juin 2012, au départ du pré de Madame Carle (1 874 m), par la voie normale du Dôme et le couloir Whymper. Il améliore ainsi l'ancien record de Hubert Fievet (2 h 3 min en 1998)[réf. non conforme].
Le record pour l'aller-retour en ski-alpinisme est de 2 h 51 min, réalisé par Nicolas Bonnet en 2009 depuis le Pré de Madame Carle[réf. nécessaire].

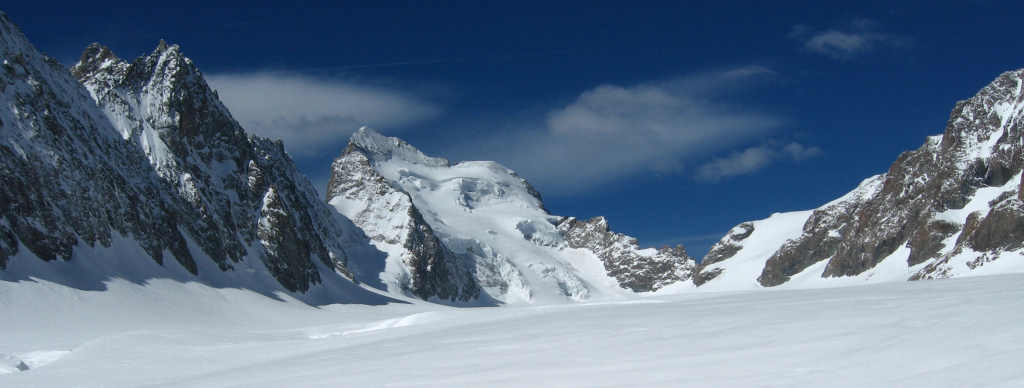
La barre des Écrins et le glacier Blanc